# سيث أيرام
سيث أيرام (بالإسبانية: Seth Airam Vega) هو لاعب كرة قدم إسباني في مركز الهجوم، ولد في 1 يوليو 1998 في لاس بالماس دي غران كناريا في إسبانيا. لعب مع نادي قادش.

## وصلات خارجية
- سيث أيرام على موقع Soccerway.com (الإنجليزية)